# Waynoka
Waynoka é uma cidade localizada no estado norte-americano de Oklahoma, no Condado de Woods.

## Demografia
Segundo o censo norte-americano de 2000, a sua população era de 993 habitantes.
Em 2006, foi estimada uma população de 911, um decréscimo de 82 (-8.3%).

## Geografia
De acordo com o United States Census Bureau tem uma área de
2,5 km², dos quais 2,5 km² cobertos por terra e 0,0 km² cobertos por água.

## Localidades na vizinhança
O diagrama seguinte representa as localidades num raio de 36 km ao redor de Waynoka.